# だんな様 (中澤裕子の曲)
「だんな様」（だんなさま）は、中澤裕子の12枚目のシングル。2007年10月10日発売。

## 収録曲
1. だんな様
作詞：久和カノン 作曲：田村信二 編曲：朝井泰生
2. グリーティングカード
作詞：稲葉エリ 作曲：田村信二 編曲：朝井泰生
3. だんな様(Instrumental)